# توم موسى
توم موسى (بالإنجليزية: Thomas Moses)‏ هو دراج بريطاني، ولد في 3 مايو 1992 في Oakworth ‏ في المملكة المتحدة.

## وصلات خارجية
- توم موسى على موقع الاتحاد الدولي للدراجات (الإنجليزية)
- توم موسى على موقع أرشيف الدراجات (الإنجليزية)
- توم موسى على موقع إحصائيات الدراجات الإحترافية (الإنجليزية)
- توم موسى على موقع نسبة الدراجات (الإنجليزية)
- توم موسى على موقع اتحاد ألعاب الكومنولث (مؤرشف) (الإنجليزية)